# Teresa Ralli
Teresa Ralli es una actriz, educadora, escritora y directora de teatro peruana. Miembro fundador y parte del grupo cultural de creación colectiva Yuyachkani desde 1971. Es docente de la Pontificia Universidad Católica del Perú (PUCP) en la Facultad de Ciencias y Artes de la Comunicación desde 1998 y en la Facultad de Artes Escénicas desde 2015.

## Obras

### Teatro
- 1996. La Primera Cena (Yuyachkani), directora[3]
- 1998. Cambio de Hora (Yuyachkani), directora[3]
- 2011.  Madre Coraje y sus hijos, obra teatral dirigida por Alberto Ísola y adaptada de la pieza homónima de Bertolt Brecht.[4]
- 2017. Antígona (Yuyachkani), obra unipersonal dirigida por Miguel Rubio Zapata y adaptada de la pieza homónima de Sófocles[5]

### Publicaciones
- 2003. En el escenario del mundo interior: talleres de autoestima : un manual. ISBN 978-9972-9617-2-4. (Lima: Yuyachkani), con Rebecca Ralli y Ana Correa.

## Premios y reconocimientos
- 2000. Medalla Cívica (Municipalidad de Miraflores) por su labor en defensa de los derechos culturales de la mujer.[6]
- 2011. Premio “Lima Warmi" (Municipalidad de Lima), en reconocimiento a sus labores culturales, docentes y contribuciones al prestigio y desarrollo del país.
- 2013. Senior Fellows Award (Hemispheric Institute), en reconocimiento por su labor.[7]